# Strychnos dale
Strychnos dale är en tvåhjärtbladig växtart som beskrevs av De Wild.. Strychnos dale ingår i släktet Strychnos och familjen Loganiaceae. Inga underarter finns listade i Catalogue of Life.